# Représentations diplomatiques au Suriname

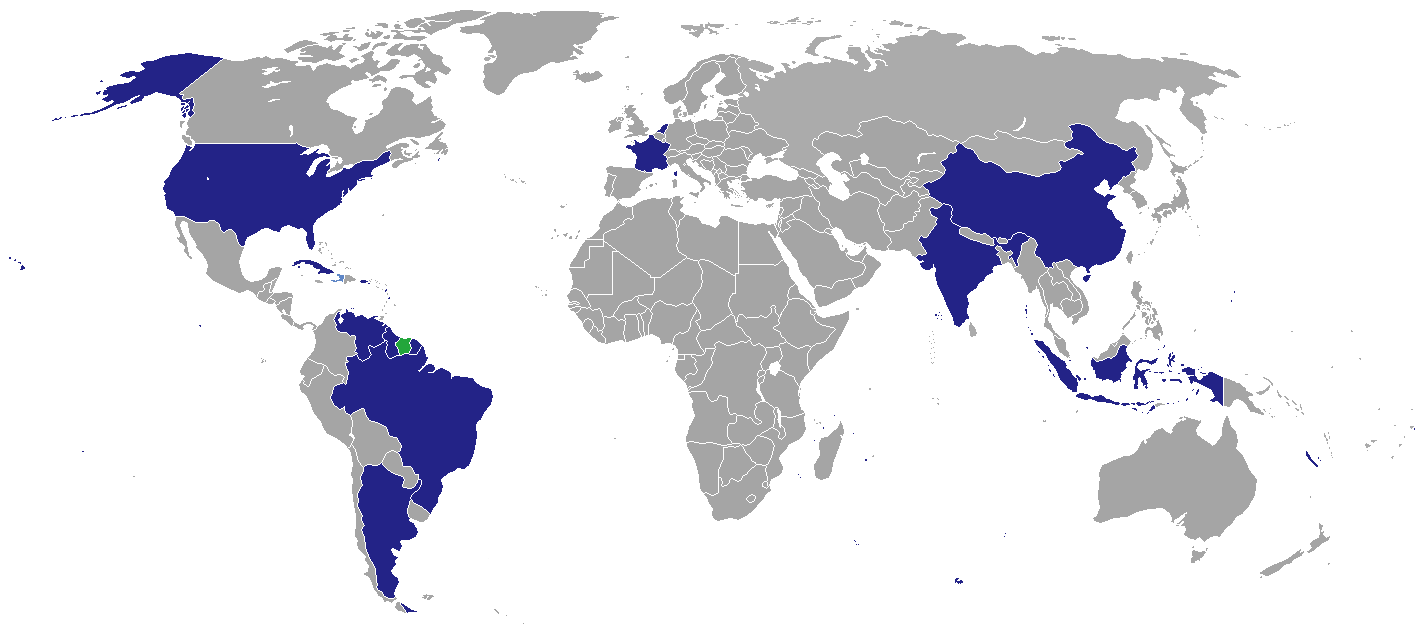
Carte des représentations diplomatiques au Suriname

Voici une liste des représentations diplomatiques au Suriname. Il y a actuellement 11 ambassades à Paramaribo.

## Représentations diplomatiques à Paramaribo
| Pays       | Type de mission  | Photo |
| ---------- | ---------------- | ----- |
| Argentine  | Ambassade        |       |
| Brésil     | Ambassade        |       |
| Chine      | Ambassade        |       |
| Cuba       | Ambassade        |       |
| États-Unis | Ambassade        |       |
| France     | Ambassade        |       |
| Guyana     | Ambassade        |       |
| Haïti      | Consulat général |       |
| Inde       | Ambassade        |       |
| Indonésie  | Ambassade        |       |
| Pays-Bas   | Ambassade        |       |
| Venezuela  | Ambassade        |       |

### Consulat général
Nickerie
- Guyana

Paramaribo
- Haïti

## Ambassades non résidentes

### Brasilia
- Finlande
- Maroc
- Pérou
- Philippines
- Roumanie
- Russie

### Caracas
- Corée du Sud
- Grèce
- Paraguay

### Georgetown
- Royaume-Uni

### New York
- Irlande
- Islande

### Port-d'Espagne
- Afrique du Sud
- Allemagne
- Australie
- Colombie
- Guatemala
- Japon
- Mexique
- Panama
- Turquie

### Washington
- Serbie